# Coulgens
Coulgens – miejscowość i gmina we Francji, w regionie Nowa Akwitania, w departamencie Charente.
Według danych na rok 1990 gminę zamieszkiwało 389 osób, a gęstość zaludnienia wynosiła 33 osób/km² (wśród 1467 gmin regionu Poitou-Charentes Coulgens plasuje się na 637. miejscu pod względem liczby ludności, natomiast pod względem powierzchni na miejscu 740.).